# Pleasantville (película)
Pleasantville es una película del año 1998, dirigida por Gary Ross y protagonizada por Tobey Maguire, Reese Witherspoon, Paul Walker, Jeff Daniels, Joan Allen y William H. Macy. Fue candidata a tres Premios Óscar.

## Trama
Los estudiantes de secundaria David y su hermana Jennifer llevan vidas muy diferentes: Jennifer es superficial, mientras que David pasa la mayor parte de su tiempo viendo Pleasantville, una comedia de situación en blanco y negro de la década de 1950 sobre la idílica familia Parker. Una noche, mientras su madre no está, David y Jennifer se pelean por la televisión y rompen el control remoto.
Llega un misterioso reparador de televisores e, impresionado por el conocimiento de David sobre Pleasantville, le entrega un extraño control remoto antes de irse. Cuando usan el control remoto, David y Jennifer son transportados al mundo en blanco y negro de Pleasantville y se encuentran en la sala de estar de los Parker. David intenta razonar con el reparador, comunicándose a través de la televisión de los Parker, pero el reparador declara que el mundo de Pleasantville es mejor que el mundo real y que deberían tener suerte de vivir en él.
Obligados a actuar como los personajes de la serie, Bud y Mary Sue Parker, David y Jennifer exploran la sana pero peculiar ciudad. El fuego no existe y los bomberos simplemente rescatan gatos de los árboles, y los ciudadanos de Pleasantville no saben que existe algo fuera de su ciudad, ya que todos los caminos dan vueltas sin escape. David le dice a Jennifer que deben permanecer en el personaje y no perturbar la ciudad. Tratando de mantener la trama del programa, Jennifer sale con un chico de la escuela y le cuenta cómo son las citas para ella, un concepto desconocido para él y para todos los demás en la ciudad.
Lentamente, partes de Pleasantville cambian del blanco y negro al color, incluidas las flores y los rostros de las personas que experimentan nuevos estallidos de emoción, y comienzan a aparecer conceptos extraños como libros, fuego y lluvia. Después de que Jennifer presenta nuevas ideas a sus compañeros, muchos de sus compañeros de clase van al jardín a leer y se "colorean" en el proceso.
David le presenta a Bill Johnson, propietario de la fuente de soda donde trabaja Bud, el colorido arte moderno a través de un libro de la biblioteca, lo que despierta el interés de Bill por la pintura. Después de aprender a cuidar de sí misma, Betty enciende un fuego y se tiñe. Jennifer/Mary Sue se tiñe de color después de desarrollar un nuevo interés por la literatura. Bill y Betty se enamoran y ella se va de casa, desconcertando a su esposo George. Solo los padres del pueblo permanecen sin cambios. Están dirigidos por el alcalde Big Bob, quien ve los cambios como una amenaza a los valores de Pleasantville, y deciden hacer algo con sus esposas cada vez más independientes y sus hijos rebeldes.
A medida que la gente del pueblo se vuelve más colorida, se inicia una prohibición de las personas "de color" en los lugares públicos. Se enciende un motín por la pintura desnuda de Betty de Bill en la ventana de su tienda de malta. La fuente de soda es destruida, los libros son quemados y las personas "de color" son acosadas en la calle, mientras que Betty es acosada por chicos sin color. David/Bud golpea a uno de los tipos y los asusta, demostrando un coraje recién descubierto que lo tiñe de color. Los padres del pueblo prohíben a la gente visitar la biblioteca, poner música alta o usar pintura de colores.
En protesta, David y Bill pintan un colorido mural que representa su mundo, lo que provocó su arresto. Llevados a juicio frente a todo el pueblo, David y Bill defienden sus acciones y despiertan suficiente ira e indignación en Big Bob que él también se tiñe de color y huye. Celebrando su victoria, David se da cuenta de que la tienda de televisión ahora vende televisores en color, transmite nuevos programas y metraje de otros países y que las carreteras de la ciudad ahora conducen a otras ciudades.
Con Pleasantville cambiado, Jennifer elige continuar su nueva vida en el mundo de la televisión. Al despedirse de su hermana, su nueva novia y Betty, David usa el control remoto para regresar al mundo real mientras solo pasó una hora allí. Él consuela a su madre, que se había ido para encontrarse con un tío solo para tener los pies fríos y le asegura que nada tiene que ser perfecto.
Un montaje revela a los ciudadanos de Pleasantville disfrutando de sus nuevas vidas, incluyendo a Jennifer/Mary Sue asistiendo a la universidad, mientras que Betty, George y Bill contemplan el futuro.

## Premios
| Categoría                            | Aspirante                    | Resultado  |
| ------------------------------------ | ---------------------------- | ---------- |
| Óscar a la mejor banda sonora Drama  | Randy Newman                 | Candidato  |
| Óscar al mejor diseño de vestuario   | Judianna Makovsky            | Candidata  |
| Óscar a la mejor dirección artística | Jeannine Oppewall y Jay Hart | Candidatos |